# Bendejun
Bendejun (en francès Bendejun) és un municipi francès situat al departament dels Alps Marítims i a la regió de Provença – Alps – Costa Blava.

## Demografia
| 1962                                       | 1968 | 1975 | 1982 | 1990 | 1999 | 2006 |
| ------------------------------------------ | ---- | ---- | ---- | ---- | ---- | ---- |
| 267                                        | 360  | 396  | 600  | 763  | 843  | 892  |
| Des de 1962: població sense dobles comptes |      |      |      |      |      |      |

## Administració
| Període   | Identitat       | Partit |
| --------- | --------------- | ------ |
| 2001-2009 | Claude Cristini | PCF    |
| 2009-     | Joël Gosse      | PCF    |